# Big Brother 2002
Big Brother efterår 2001 var anden sæson af realityshowet Big Brother og blev vist i efteråret 2001.
BB2001 havde temaet: The Next Generation da det var andet år af BB-serien.
Seertal i gennemsnit: 403.000.
Kanaler: TvDanmark2

## Deltagere
- Carsten B. Berthelsen, 30, 1. pladsen
- Sverre, 21, 2. pladsen
- Sheila, 23, 3. pladsen
- Ghazal Pakzad, 23
- Randi Hoffmann, 23
- Martin
- Aida Sharizadeh-Abdi, 22
- Cosmo Eskildsen, 32
- June Skov, 31
- René, 24
- Mik Nielsen, 28
- Dina Jørgensen, 21
- Tina, 30
- Søren Borre, 28

2. sæson blev vundet af Carsten.
 Der er for få eller ingen kildehenvisninger i denne artikel, hvilket er et problem. Du kan hjælpe ved at angive troværdige kilder til de påstande, som fremføres i artiklen.